# Старицьківська волость
Старицьківська волость — адміністративно-територіальна одиниця Костянтиноградського повіту Полтавської губернії з центром у селі Старицьківка.
Станом на 1885 рік — складалася з 19 поселень, 22 сільських громад. Населення 5648 — осіб (2859 чоловічої статі та 2789 — жіночої), 874 дворових господарств.
|                     | Площа, десятин | У тому числі орної, десятин |
| ------------------- | -------------- | --------------------------- |
| Сільських громад    | 3930           | 3720                        |
| Приватної власності | 14252          | 8758                        |
| Казенної власності  | 182            | 182                         |
| Іншої власності     | 72             | 72                          |
| Загалом             | 18436          | 12732                       |

Основні поселення волості:
- Старицьківка (Ладижинка) — колишнє власницьке село при річці Ладижинська за 45 верст від повітового міста, 185 осіб, 21 двір, православна церква, 4 вітряних млини. за 48 верст — цегельний завод.
- Максимівка (Кандибівка) — колишнє власницьке село при річці Мокрий Тагамлик, 919 осіб, 144 двори, православна церква, школа, постоялий будинок, лавка, 3 ярмарки на рік, 14 вітряних млинів.
- Тагамлик (Кошманівка) — колишнє власницьке село при річці Мокрий Тагамлик, 1575 осіб, 248 дворів, православна церква, поштова станція, лавка, 27 вітряних млинів.